# 2014年1月

## 1月1日
商業經濟
- 拉脫維亞正式成為第18個加入歐元區的國家[1]。

國際關係
- 歐洲聯盟解除羅馬尼亞與保加利亞兩國公民工作限制，該兩國公民可在歐盟全境自由工作[2][3]。

## 1月7日
災害事故
- 受困於南極的俄羅斯科學考察船「紹卡利斯基院士號」（MV Akademik Shokalskiy）與中華人民共和國的破冰船「雪龍號」成功脫困[4]。

## 1月9日
武裝衝突
- 尼日利亞軍方在博尔诺州殺死38名懷疑是伊斯蘭恐怖組織博科聖地的武裝分子，軍方有一人死亡。[5]
- 肯尼亞軍方空襲索馬里南部，炸死至少30名索馬里青年黨成員。[6]

## 1月10日
政治選舉
- 中非共和國臨時總統米歇尔·乔托迪亚與總理尼古拉·蒂昂蓋伊宣佈辭職。[7]

## 1月13日
災害事故
- 中华人民共和国贵州省凯里市龙场镇老山村一偏僻山坡发生一起爆炸案，已造成15人死亡，8人受伤[8]。

## 1月14日
武裝衝突
- 伊斯蘭恐怖組織博科聖地在尼日利亞東北部城市邁杜古里引爆汽車炸彈，至少17人死亡。[9]

政治選舉
- 日本前首相細川護熙以「反核」為理念表態將參選東京都知事選舉（日语：2014年東京都知事選挙），並獲得執政黨自民黨籍前首相小泉純一郎支持[10]。

## 1月17日
武裝衝突
- 阿富汗塔利班襲擊首都喀布爾一家餐館，造成21人死亡，包括13個外國人。塔利班有一個自殺式襲擊者及兩個槍手喪生。[11]

## 1月21日
网际网路
- 2014年1月21日下午15时左右开始，大量互联网域名的DNS解析服务出现问题（主要是.com域名），一些知名网站及所有不存在的域名，均被错误的解析指向IP地址65.49.2.178（Fremont, California, United States, Hurricane Electric）[來源請求]。

## 1月23日
政治選舉
- 在反對派示威者繼續抗議活動下，泰國政府23日發布一項聲明，禁止被視為有意圖煽動動盪的5人以上進行集會，作為讓緊急情勢「快速結束」的部分措施之一。總理盈拉已經簽署並發布這項聲明。[12]
- 凯瑟琳·桑巴-潘扎宣誓就任中非共和國臨時總統。[13]

## 1月24日
政治選舉
- 日本召開國會院會，首相安倍晉三進行施政演說時表示，將此定為「實現經濟良好循環」的國會。並且提及集體自衛權的行使。[14]
- 日本媒體今天報導，被傳出可能涉及間諜工作而遭當局拘留的旅日中华人民共和国籍政治學者朱建榮已獲釋。去年7月朱建榮到上海後失去聯落，據傳遭到中华人民共和国國家安全部門拘留。[15]

## 1月26日
武裝衝突
- 懷疑是博科聖地的恐怖分子襲撃尼日利亚阿达马瓦州一個教堂，30人遇害。[16]
- 懷疑是博科聖地的恐怖分子襲撃尼日利亚博尔诺州一個村，至少85人遇害。[17]